# 森特勒爾鎮區 (伊利諾伊州邦德縣)
森特勒爾鎮區（英語：Central Township）是位於美國伊利諾伊州邦德縣的一個行政鎮區。

## 地方資料
根據2010年美國人口普查的數據，森特勒爾鎮區的面積為96.30平方千米，當中陸地面積為96.20平方千米，而水域面積為0.10平方千米。當地共有人口7678人，而人口密度為每平方千米79.73人。